# Новое зерцало
Новое зерцало (монг. Шинэ толь) — первая газета, начавшая издаваться в Монголии.

## История
После национальной революции в Монголии российский консул Люба озаботился идеей издания при консульстве газеты, и в сентябре получил из Иркутска оборудование для обустройства небольшой типографии, рассчитанной на двух работников. Началу издания первого монгольского периодического издания способствовали Д. Бадрахбаатар, Б. Намсрай, С. Буяннэмэх, а в особенной степени — Ц. Жамцарано, переводчик при российском консульстве в Урге. Он придумал монгольское название издания, однако саму идею того, как назвать газету, ему подсказал новый консул И. Я. Коростовец. Первый выпуск газеты, отпечатанный в типографии консульства, вышел 6 марта 1913 года.
Центральными сюжетами статей газеты были общественная жизнь Монголии и мероприятия, проводившиеся новым правительством. Особо отмечалась мысль об укреплении независимости новой Монголии и о необходимости защиты от китайской угрозы, а также идеи просвещения.
Четыре первых выпуска вышли форматом 23 на 15 см и содержали по 50-60 страниц, что более напоминало журнал, однако следующие 16 номеров были уже формата 34 на 26 см и содержали по 6-10 страниц. Первый номер был отпечатан тиражом 500 экземпляров и бесплатно распространялся среди работников государственных учреждений, а в народной среде расходился за деньги.
День выхода первого выпуска газеты, 6 марта, отмечается в Монголии как День работников монгольской печати.